# 申布倫條約
申布伦條約（法語：Traité de Schönbrunn），有時亦稱為維也納條約（法語：traité de Vienne），是法國與奧地利在1809年10月14日於維也納的美泉宮（Schloss Schönbrunn，又音译作申布伦宫）簽訂的停戰條約。條約終結了第五次反法同盟戰爭。奧地利為戰敗一方，並受法國加諸苛刻的和平條款。雖然奧地利退出戰爭，但英國仍然繼續與法國維持戰爭狀態。
條約規定，奧地利割讓蒂羅爾和薩爾茨堡予巴伐利亞王國、割讓西加里西亞予華沙公國、割讓捷爾諾波爾地區予俄羅斯帝國和割讓第里雅斯特與薩瓦河以南的克罗地亚（此地後來成為伊利里亞大區）予法國。
奧地利亦承認拿破崙一世對以往征服的地區的擁有權，同時承認拿破崙的兄長，約瑟夫·波拿巴為西班牙國王。奧地利亦需對法國支付鉅額戰爭賠款。奧地利軍隊亦需要縮減至15萬人，不過此條款並未有履行。

## 暗殺企圖

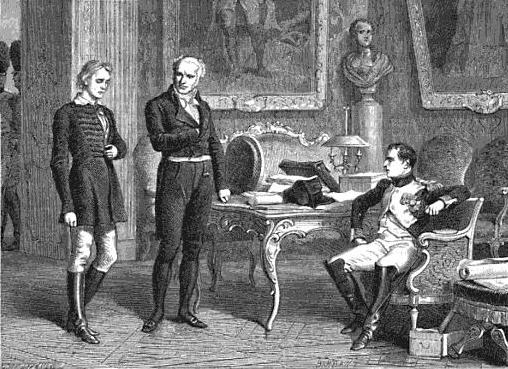
拿破崙和他的御醫Jean-Nicolas Corvisart審問Staps，繪於1866年

正值美泉宫的談判時，拿破崙驚險地避過一次暗殺。在10月12日，拿破崙離開了美泉宮，帶著大量陪同人員進行閱兵。一名18歲的德意志愛國者，Friedrich Staps，要求拿破崙接受一封請願書，但被皇帝的侍從讓·拉普將軍拒絕。稍後，讓·拉普將軍發現到Staps從另一方向試圖接近皇帝，因而逮捕了他。Staps被帶到宮內，並一把刀被發現隱藏在請願書裡。Staps稍後承認他意圖刺殺拿破崙。拿破崙詢問Staps，如果拿破崙放走了他，他會否感謝拿破崙。Staps則回答，"我會毫不猶疑再刺殺你。"（"I would kill you none the less." ）。
拿破崙於10月16日離開維也納，翌日Staps於宮外被槍決。在處決前，有說他曾經高喊"自由萬歲！德意志萬歲！"（"Long live freedom! Long live Germany!"）。Staps稍後被視為萌芽中的德意志民族主義的殉道者。他成為了詩人弗里德里希·黑貝爾的一首詩和作家華特·馮·莫洛的一部戲劇的主角。

## 來源
1. ↑  Stammbaum der Familien Wislicenus: Friedrich Staps 的存檔，存档日期2008-06-11.
2. ↑  .   [2010-07-07]. （原始内容存档于2011-07-19）.